# Тереховский, Мартын Матвеевич
Марты́н Матве́евич Терехо́вский  (1740, Гадяч, Малороссия, ныне Полтавская область, Украина — 2 июля 1796, Петербург) — российский врач и натуралист; доктор медицины, профессор химии, ботаники и анатомии Петербургского генерального госпиталя и ботанического сада, писатель. Первый в России протистолог. Автор трудов по микробиологии, ботанике, эпидемиологии.

## Биография
Родился в 1740 году в семье священника.
Обучался в Киевской духовной академии, по окончании курса которой (1763) поступил в Петербургский генеральный сухопутный госпиталь. После сдачи экзамена 23 сентября 1765 года произведен в лекари того же госпиталя. С 1767 года состоял при Петербургском ботаническом саде.
В 1770 году по личному прошению получил разрешение на выезд за границу для продолжения медицинского образования. В течение четырёх с половиной лет изучал медицину в Страсбургском университете. Осенью 1775 года защитил диссертацию «О наливочном хаосе Линнея» и получил степень доктора медицины.
После возвращения на родину и прохождения экзамена М. М. Тереховский в мае 1777 года получил право практики и был назначен доцентом всей медицины Кронштадтского морского госпиталя.
С 1779 по 1781 год и с февраля 1782 года состоял в качестве лектора анатомии Петербургского генерального госпиталя.
С 1783 — профессор и директор Петербургского ботанического сада.
С 1784 года по 1786 год М. М. Tереховский вместе с профессором Шумлянским А. М. был направлен за границу для осмотра там высших медицинских школ и сбора материалов, которые были впоследствии использованы при основании в России высшей медицинской школы и учреждении медико-хирургической академии.
С 1792 преподавал в Медико-хирургической академии в Петербурге.
Пользовался всеобщим уважением, как учёный и крайне трудолюбивый профессор. В делах медицинской коллегии принимал деятельное участие и до конца жизни состоял почётным её членом.
В 1796 году М. М. Tереховский опубликовал поэтическое произведение — научную ботаническую поэму «Польза, которую растения смертным приносят», которая, по мнению исследователей, была написана в подражание одному из лучших поэтических произведений М. В. Ломоносова «Письмо о пользе стекла» (1752).
Умер М. М. Тереховский в июне 1796 года.

## Научная деятельность
Изучал микроорганизмы («анималькули») в связи с проблемой самопроизвольного зарождения организмов. Был первым русским ученым, осуществившим экспериментальные протозоологические исследования. С материалистических позиций опровергал возможность самопроизвольного зарождения организмов (теории Дж. Нидхема и Ж. Бюффона) и экспериментальными исследованиями (одновременно с Л. Спалланцани) показал природу микроскопических «наливочных анималькулей» (простейших). Выполнил первые работы по стерилизации.

## Основные научные труды
- De vermibus infusoris, — de Chao infus. Sinnaei. (Strasburg, 1775) — докторская диссертация.
- Польза, которую растения смертным приносят. (СПб. 1796; 2-е изд. СПб. 1809) — ботаническая поэма
- Описание Парижской хирургической школы
- Краткое описание болезней, которые весьма часто приключаются в армиях, с правилами, как оные врачевать должно. (СПб. 1778; 2-е изд. СПб. 1788) — перевод с латинского сочинения ван-Свитена.